# Пожежа у Будинку Профспілок

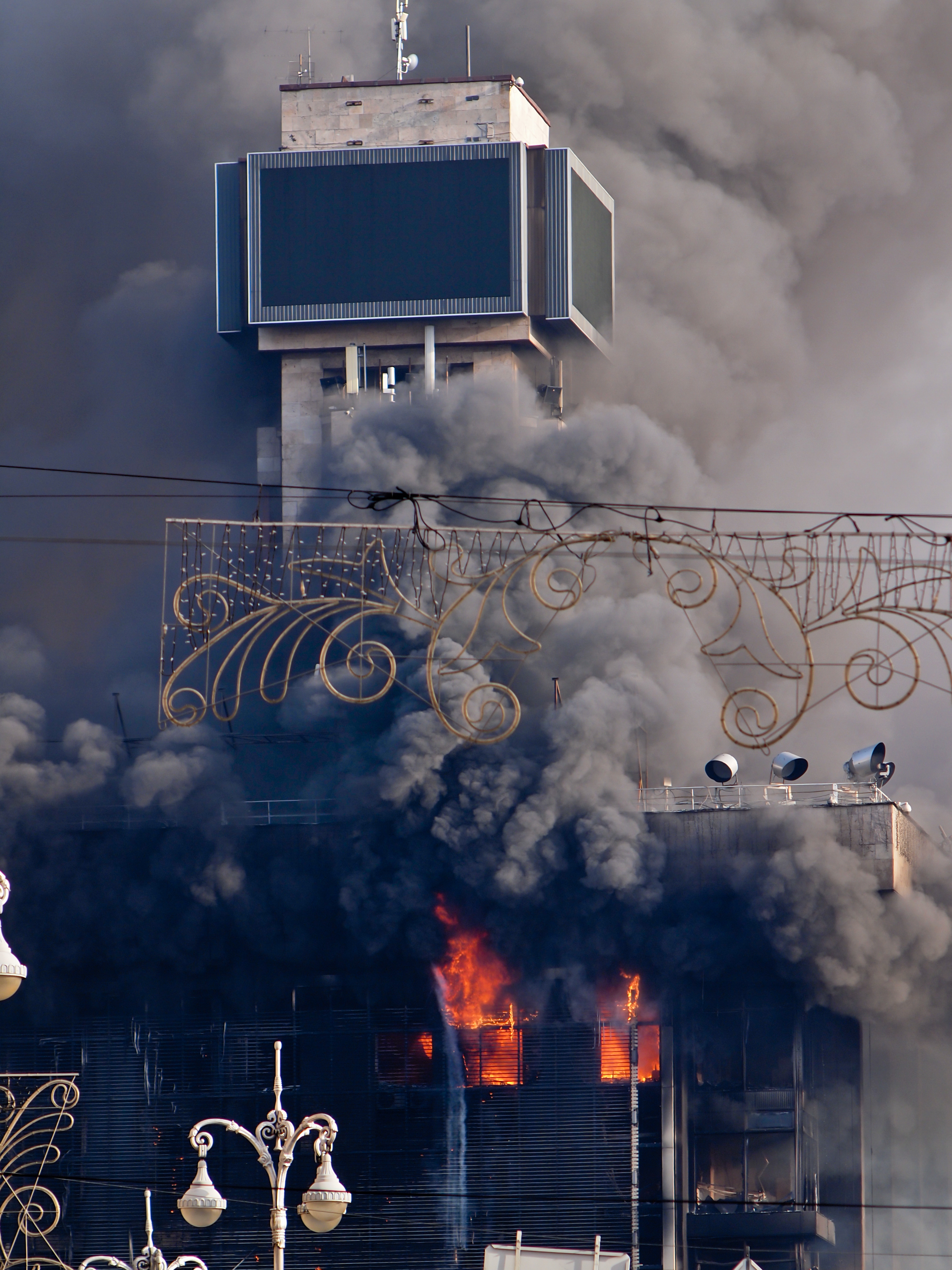
Палаючий Будинок профспілок України, 19 лютого 2014 року

«Пожежа у Будинку Профспілок» — шостий фільм з циклу документальних фільмів «Зима, що нас змінила» про події Революції гідності. Пожежа у Будинку профспілок сталася в ніч з 18 на 19 лютого 2014 року. Хто її влаштував, досі не відомо. І це не єдина таємниця, яку приховує вогняна трагедія...
У фільмі зібрано багато ексклюзивного матеріалу. Наприклад, кадри так званого сафарі на тітушок, які вдалося зняти операторам Вавилону'13. Автор фільму «Пожежа у Будинку профспілок» — продюсер «Вавилону'13», відомий український режисер Володимир Тихий. 
Вперше, фільм був показаний на телеканалі «1+1».